# Arundinaria baviensis
Arundinaria baviensis är en gräsart som beskrevs av Benedict Balansa. Arundinaria baviensis ingår i släktet Arundinaria och familjen gräs. Inga underarter finns listade i Catalogue of Life.